# 佐洛托诺日卡村委员会
佐洛托诺日卡村委员会（俄语：Золотоножский сельсовет）是俄罗斯联邦阿穆尔州康斯坦丁诺夫卡区所属的一个村委员会。其下辖有1个居民点，行政中心为佐洛托诺日卡。据2015年统计，该村委员会的人口为229人。
2015年，佐洛托诺日卡村委员会并入津科夫卡村委员会。